# Ibi Støving
Ibi Katrine Støving (* 2. Februar 1975 in Aarhus) ist eine dänische Moderatorin, Schauspielerin, Sängerin und ehemaliges Model.

## Leben und Karriere
Ibi Støving wuchs in Aarhus auf. In ihrer Kindheit machte sie eine Ballett-Ausbildung. Nach ihrem Abitur an der Randers Statsskole im Jahr 1993 wollte sie ursprünglich ein Studium beginnen, entschied sich dann aber für eine Schauspielausbildung, die sie bis 1996 an der Schauspielschule des Aarhus Teater absolvierte. Seitdem stand sie in unregelmäßigen Abständen als Schauspielerin vor der Kamera und auf der Bühne. Nebenbei war sie einige Jahre lang als Fotomodell für verschiedene Zeitschriften tätig. Danach war die 1,73 m große Støving auch als Model auf dem Laufsteg tätig, so unter anderem in Stockholm, Paris, Rom und in Los Angeles.
Im Jahr 2002 veröffentlichte Støving in Dänemark ihren Song Feel So Good, im Jahr 2007 folgte die Single My Paradise. Danach war sie nicht wieder als Sängerin tätig.
Seit Mitte der 2000er-Jahre ist Støving umfangreich im dänischen Fernsehen tätig, besonders als Moderatorin für TV 2. So moderierte sie bislang unter anderem von 2005 bis 2007 die Reality-TV-Show Paradise Hotel, von 2009 bis 2013 die Frühstücksfernsehsendung Go' morgen Danmark oder seit Februar 2019 die Show Date mig nøgen, welche die dänische Adaption der britischen Show Naked Attraction ist. Sie ist auch vereinzelt als Moderatorin einer Musiksendung bei Danmarks Radio tätig. Zudem schreibt sie für Nordisk Film auch Drehbücher für Film- und-Fernsehproduktionen und ist als Produzentin für die Entwicklung von neuen Shows im dänischen Fernsehen zuständig.
Großes Aufsehen erregte Støving im Februar 2020 bei der Verleihung der Zulu Awards, wo sie komplett nackt eine Laudatio für einen Preisträger hielt.

## Privates
Von 1998 bis 2003 war Støving in einer Beziehung mit dem Sänger und Rapper René Dif (* 1967), der vor allem als Bandmitglied der Gruppe Aqua bekannt wurde.
Von 2005 bis 2007 war sie mit dem dänischen Musiker Alex Ambrose (* 1978) liiert. Von 2007 bis 2009 führte sie mit dem schwedischen Fußballspieler Tobias Grahn eine Beziehung.
Von September 2014 bis April 2020 war Støving mit dem Fußballspieler Simon Makienok verheiratet. Die Ehe blieb kinderlos.
Ibi Støving lebt in Kopenhagen.

## Filmografie
- 1996: Portland
- 1997: Total Force 2
- 2012: Aurum
- 2014: Upstart
- 2018: Hjem
- 2019: Tomrum
- 2020: Grow (Fernsehserie)
- 2020: Den verden vi valgte
- 2021: Celebrity Hunted Danmark (Reality-Show)
- 2021: Blaffer
- 2021: Busters Welt (Buster: Oregon Mortensen)
- 2022: Wonderland Recoil
- 2022: Gennem Grand Canyon